# David de Pomis
David de Pomis (* 1525 in Spoleto; † nach 1593 in Venedig) war ein jüdischer 
Arzt und Grammatiker des 16. Jahrhunderts.

## Werke
- De Medico Hebræo Enarratio Apologica. 1588 (Apologie der jüdischen Ärzte)
- Zemach David ("Spross Davids", Wörterbuch zum Talmud: hebräisch – lateinisch – italienisch)